# CONCERNED
《CONCERNED》는 1인칭 슈팅 게임 《하프라이프 2》를 패러디한 크리스토퍼 C. 리빙스턴의 웹툰이다. 주인공의 이름은 《하프라이프 2》의 주인공 고든 프리맨의 이름을 따와서 고든 프로맨(Gordon Frohman)이며, 프리맨의 이야기를 변형시켜 만들었으며 스토리 형식으로 이어진다.
이 만화는 2005년 5월부터 2006년 11월까지 연재되었으며 205가지의 문제가 있었다.
하프라이프 2가 디스토피아적 미래의 주인공 고든 프리맨을 따르는 반면 CONCERNED는 프리맨보다 몇 주 전에 게임 설정에 도착하는 위험할 정도로 서투른 캐릭터인 고든 프로맨을 따르다. 웹툰의 어두운 유머는 게임과의 대조와 게임의 단점에 대한 언급을 통해 파생된다. 만화에서 여러 차례 프로맨은 프래민이 나중에 직면하게 될 다양한 비참한 상황의 원인이 된다.
CONCERNED에 대한 여러 리뷰는 각본과 표현에 대한 관심과 만화의 유머를 칭찬했다. 리빙스턴은 또한 하프라이프 2의 개발사인 밸브의 직원들로부터 그들의 게임을 기반으로 한 만화를 갖게 된 것을 기쁘게 생각하는 긍정적인 반응을 나타냈다.